# Ево признајем
Ево признајем је пети студијски албум Чеде Марковића и први који је објављен за Гранд продукцију. Објављен је 2010. године.

## Песме на албуму
| Бр. | Песма                      | Музика             | Текст               | Аранжман                                |
| --- | -------------------------- | ------------------ | ------------------- | --------------------------------------- |
| 1.  | Марија                     | Раде Радивојевић   | Раде Радивојевић    | Раде Радивојевић                        |
| 2.  | Ја знам, старим сам        | Драган Александрић | Зоран Матић         | Александар Софронијевић                 |
| 3.  | Горо зелена                | Драган Александрић | Младен Р. Вуковић   | Александар Софронијевић, Паул Маџаревић |
| 4.  | Октобарске кише            | Здравко Ђурановић  | Здравко Ђурановић   | Александар Софронијевић, Паул Маџаревић |
| 5.  | Жена од челика             | Драган Александрић | Олгица Ристић Ракић | Александар Софронијевић                 |
| 6.  | Ево признајем              | Драган Александрић | Зоран Матић         | Александар Софронијевић, Паул Маџаревић |
| 7.  | Док су чаше пуне вина      | Здравко Ђурановић  | Здравко Ђурановић   | Александар Софронијевић, Паул Маџаревић |
| 8.  | С'оне стране вечности      | Здравко Ђурановић  | Наталија Драгун     | Микица Антонић                          |
| 9.  | И да се врате године младе | Драган Александрић | Младен Р. Вуковић   | Драган Александрић                      |